# Merline Johnson
Pour les articles homonymes, voir Johnson.
Merline Johnson est une chanteuse de blues américaine né de façon présumée dans le Mississippi en 1912 ou 1918 et morte à la fin du XXe siècle. Elle s'est également produite sous le nom d'artiste de The Yas Yas Girl.

## Carrière
La vie de Merline Johnson reste, en dehors de sa carrière discographique, une terra incognita. On sait seulement d'elle qu'elle est la tante de la chanteuse de rhythm and blues Lavern Baker. Elle chante dans les clubs de Chicago.
À partir de 1938 et jusqu'en 1947, Merline Johnson enregistre des dizaines de faces pour les labels Vocalion Records et Okeh Records sous le nom de « The Yas Yas Girl ». Yas Yas est un terme issu de l'argot des bluesmen du Sud cachant le mot ass, cul.
Le label Document Records, spécialisé dans le blues ancien, a réédité une partie de ses enregistrements.